# Marc Neil-Jones
Marc Neil-Jones, né le 14 octobre 1957, et mort le 10 mars 2025, est un journaliste vanuatais. Fondateur du seul quotidien du Vanuatu, engagé pour la transparence démocratique et pour l'État de droit, il a plusieurs fois été agressé physiquement par des dirigeants politiques ou par la police, ainsi que brièvement expulsé du pays et brièvement emprisonné. Il a été décrit par Radio Australia comme « l'une des figures les plus importantes du journalisme dans le Pacifique ».

## Biographie
Originaire du Royaume-Uni, il s'établit en Papouasie-Nouvelle-Guinée en 1982 et y travaille dans la publicité et le marketing. En 1989, il émigre au Vanuatu et y travaille initialement dans ce même domaine. En 1993, il obtient l'autorisation du gouvernement de Maxime Carlot Korman pour créer un journal indépendant. Il rachète le journal The Trading Post, qui est alors simplement une publication de petites annonces ne couvrant pas du tout les événements au Vanuatu, et en fait un journal d'information hebdomadaire,. En 2002, le Trading Post devient un quotidien et prend son nom actuel, The Vanuatu Daily Post. En 2004, Marc Neil-Jones obtient la citoyenneté vanuataise. Connu pour sa « joie de vivre » et le plaisir qu'il prend à scandaliser son entourage, il dirige pendant près de quinze ans le seul quotidien du pays et est réputé avoir « bu du kava avec davantage de premiers ministres que n'importe qui d'autre ». 
En 2015, souffrant de problèmes de santé, il prend sa retraite du journalisme et ouvre avec son épouse un village de vacances d'éco-tourisme à Port-Vila. Il meurt le 10 mars 2025 « après une longue maladie », à l'âge de 67 ans.

## Attaques
En 1999, Marc Neil-Jones est en « conversation amiable » avec le vice-Premier ministre Willie Jimmy dans une boîte de nuit lorsqu'un proche du ministre, en état d'ébriété, s'en prend physiquement à lui à coups de poing et avec une chaise avant d'être maîtrisé, en réaction à un article récent dans le journal. Jimmy l'appelle ensuite au téléphone et lui ordonne de ne rien écrire au sujet de l'incident, le menaçant de faire incendier les locaux du journal s'il n'obéit pas. Marc Neil-Jones publie dans son journal les menaces qu'il a reçues, et l'affaire est relayée notamment par l'Agence de Presse des Îles du Pacifique (PINA),.
À partir de la fin des années 1990, la première ombudsman de l'histoire du pays, Marie-Noëlle Patterson, publie dans le Trading Post ses rapports détaillés sur la corruption qui sévit au gouvernement, et en janvier 2001 le Premier ministre Barak Sopé fait expulser Marc Neil-Jones du pays pour avoir révélé un acte de fraude de sa part. Le journaliste est arrêté à son domicile à 6 heures du matin et emmené à l'aéroport, sans être autorisé à emporter de bagage, d'argent, de carte de crédit ni l'insuline dont il a besoin en raison de son diabète. Bien qu'il soit britannique, c'est vers l'Australie qu'il est expulsé. Ses collègues informent PINA, Radio Australie et Radio New Zealand, et il est interviewé à son arrivée à Brisbane. Vincent Lunabek, président par intérim de la Cour suprême (en), casse son arrêté d'expulsion ; Marc Neil-Jones revient au Vanuatu, tandis que Barak Sopé est par la suite condamné à trois ans de prison pour fraude,,.
En 2006, le journaliste sportif du Daily Post, Samuel Taffo, est agressé par un policier en marge d'un match de rugby entre l'équipe de rugby de la police et celle de la Force mobile de Vanuatu (en), les forces armées du pays. Le Daily Post rapporte cet incident, et Marc Neil-Jones est arrêté et emprisonné par l'équipe de rugby de la police. Il est libéré le jour même par décision de justice, après avoir pu discuter pendant plusieurs heures avec des prisonniers qui lui montrent les marques des sévices qu'ils ont subis de la part de la police. Le Daily Post publie alors un rapport détaillé et un éditorial sur les violations des droits de l'homme en prison, qui aboutit à un changement de politique pénale avec l'aide de recommandations fournies par la Nouvelle-Zélande,.
En 2009, le Daily Post publie dans un éditorial un nouveau témoignage d'un prisonnier au sujet des violences commises par la police en prison, et rapporte également les multiples évasions de prisonniers. Le directeur de la prison est alors suspendu par le gouvernement. En réaction, des policiers pénètrent dans les locaux du journal quand Marc Neil-Jones s'y trouve seul, le passent à tabac, brisant son nez puis lui donnant des coups de pied lorsqu'il est à terre, et menacent de l'égorger. Les coupables ne sont jamais arrêtés, et l'homme qui a mené l'attaque contre lui est par la suite promu chef du commissariat de police de Port-Vila,,.
En 2011, un employé du ministère des Terres remet à Marc Neil-Jones des preuves de corruption impliquant le Premier ministre Sato Kilman, le vice-Premier ministre Ham Lini et le ministre des Infrastructures publiques Harry Iauko. Harry Iauko aurait, à la demande de Kilman, pris possession pour le gouvernement d'un motel abandonné à Port-Vila et l'aurait vendu à Lini pour une somme dérisoire. Après la publication des preuves par le Vanuatu Daily Post, Harry Iauko pénètre dans les locaux du journal avec huit autres hommes, qui passent Marc Neil-Jones à tabac, l'étranglent et lui arrachent des cheveux pendant que le ministre lui hurle dessus. Le journal publie une photo du visage tuméfié de Marc Neil-Jones et cette agression est ensuite couverte par les médias d'autres pays océaniens ; Transparency International, Reporters sans frontières et la Fédération internationale des journalistes dénoncent l'absence de réaction de la part du gouvernement, Harry Iauko étant maintenu à son poste de ministre. Reconnu coupable par la justice, le ministre n'est finalement condamné qu'à une amende, une peine dénoncée comme insuffisante par Reporters sans frontières,,,.